# Bottensjön
Bottensjön er en sø i den nordøstlige del af det svenske landskap Västergötland. Søen indgår i Götakanalen ligger mellem søerne Viken og Vättern. Bottensjön ligger på samme højde som Vättern, og har et areal på 12 kvadratkilometer og den største dybde er på 9 meter. På et næs mellem Bottensjön og Vättern ligger byen Karlsborg.
58°30′N 14°30′Ø / 58.5°N 14.5°Ø